# André Weckmann
André Weckmann (Steinbourg, Baix Rin, 1924 - 29 de juliol de 2012 a Estrasburg) és un escriptor alsacià trilingüe. Els seus pares regentaven un Dorfwirtschaft, alberg on s'aplegava gent de totes les tendències i discutien en alsacià. Quan el Tercer Reich va incorporar-se Alsàcia, el 1943 fou enrolat a la força a la Wehrmacht (un malgré-nous) i enviat al Front Oriental. Fou ferit vora Fastov i desertà el setembre de 1944. Aconseguí tornar a França i fou membre de les Forces Franceses de l'Interior. Després va estudiar a la Universitat d'Estrasburg i treballà com a professor d'alemany al liceu Neudorf d'Estrasburg de 1961 a 1989. Locutor de ràdio i narrador, és un reconegut activista cultural de la literatura alsaciana i ha rebut diversos premis.

## Obres

### Narracions
- Les Nuits de Fastow, Colmar : Alsatia, 1968.
- Sechs Briefe aus Berlin, Colmar : Alsatia, 1969
- Geschichten aus Soranien, ein elsässissches Anti-Epos, Strasbourg : Culture alsacienne, 1973
- Fonse ou l'éducation alsacienne, Paris : Oswald, 1975.
- Die Fahrt nach Wyhl, eine elsässissche Irrfahrt (el viatge a Wyhl), Strasbourg : CEDA, 1977.- Kehl : Morstadt, 1987
- Wie die Würfel fallen, Kehl : Morstadt, 1981
- Odile oder das magische Dreieck, Kehl : Morstadt, 1986
- La Roue du paon, versió francesa del conte Odile oder das magische Dreieck, Strasbourg : BF, 1988
- Simon Herzog, fragments de substance, Strasbourg : Société alsacienne et lorraine de diffusion et d'édition, 1992.
- Elsassichi Litturgie, Strasbourg : Éditions Hirlé, Octobre 2004
- Laweslini, Liëweslini, Ligne de vie, ligne de cœur, Strasbourg : Hirlé, 2007.

### Poesia
- Schang d'sunn schint schun lang, Strasbourg : Association J.B. Weckerlin, 1975
- Haxschissdrumerum, Rothenburg: J.P. Peter, 1976
- Fremdi Getter, Pfaffenweiler : Pfaffenweiler Presse, 1980
- Bluddi hand, Strasbourg : BF, 1983
- Landluft, Pfaffenweiler : Pfaffenweiler Presse, 1983
- Apfel am Winterbaum, Göttingen : Graphikum, 1986

### CD
- René Egles, André Weckmann: Wihnachtszitt (1996)[2]